# نجم مایگون
نجم مایگون (انگلیسی: Nojim Maiyegun) (زادهٔ ۱۷ فوریهٔ ۱۹۴۱ – درگذشتهٔ ۲۶ اوت ۲۰۲۴) بوکسور اهل نیجریه بود.
مایگون در ۲۶ اوت ۲۰۲۴، در سن ۸۳ سالگی درگذشت.